# BMW R 850 GS
 (janvier 2017).
Si vous disposez d'ouvrages ou d'articles de référence ou si vous connaissez des sites web de qualité traitant du thème abordé ici, merci de compléter l'article en donnant les références utiles à sa vérifiabilité et en les liant à la section « Notes et références ».
La R 850 GS est un modèle de motocyclette du constructeur bavarois BMW.
Le moteur de 848 cm3 est obtenu par diminution de l'alésage de 99 à 87,5 mm.
La R 850 GS fut produite entre 1998 et 2001 à 2 242 exemplaires. Elle utilise la même partie cycle que la grande sœur R 1100 GS.